# Jacobus de Voragine
Jacobus de Voragine (Varazze, 1228 of 1229 - Genua, 14 juli 1298) was een Italiaanse rooms-katholieke theoloog en aartsbisschop van Genua. Hij heeft diverse religieuze werken op zijn naam staan.

## Levensloop
In 1244 trad hij in bij de Ordo Praedicatorum (Orde der Predikheren), die in 1216 was gesticht door de Spaanse priester Domingo (Dominicus Guzman) (1170-1221). Deze orde leefde volgens de regel van Augustinus (354-430) en streefde een optimale mélange van contemplatie en actie na. Dit ideaal werd vooral geconcretiseerd in prediking en onderwijs, twee werkterreinen die in elkaars verlengde liggen. Ook Jacobus was predikant en leraar. In 1260 werd hij prior van het Dominicanenklooster in Genua, in 1266 hoogleraar in de theologie en in de perioden 1267-1278 en 1281-1286 wist hij het tot provinciaal van Lombardije te brengen. Hoewel hij al in 1286 tot aartsbisschop van Genua was gekozen, bekleedde hij dit kerkelijke ambt pas vanaf 1292. Op 14 juli 1298 stierf hij in het harnas. Hij werd begraven in de Dominicanenkerk te Genua. In 1816 werd hij door paus Pius VII zalig verklaard.

## Jacobus' oeuvre: drie hoofdlijnen
Jacobus de Voragine liet drie soorten werken na. Allereerst bouwde hij gedurende zijn werkzame leven als predikant en leraar een grote verzameling sermones (preken) op, die naast de zondag, de vastentijd en Maria (die hij bijzonder vereerde) ook de heiligen en de kerkelijke hoogfeesten tot onderwerp hadden.
Daarnaast stelde hij als jonge geleerde, gezegend met een scherpe neus voor sterke verhalen en een volmaakte inschatting van het juiste moment (het befaamde "gat in de markt"), rond 1265 een omvangrijk werk samen, dat hij zelf Legenda Sanctorum (Heiligenlegenden) noemde. Hiervoor maakte hij niet alleen gebruik van de enorme kennis en het brede scala aan vaardigheden die hij in prediking en onderwijs had opgedaan, maar ook van de Dominicaanse ideologie. Omdat dit werk, dat duidelijk aan een behoefte voldeed, zich al tijdens Jacobus' leven in een buitengewone populariteit mocht verheugen, werd het al gauw liefkozend Legenda aurea (Gouden Legende) genoemd. Onder deze titel is het tot op de dag van vandaag bekend. Er zijn vele handschriften van overgeleverd, zo veel dat het zelfs de bijbel naar de kroon stak. Belangrijk voor het succesverhaal van de Legenda aurea waren niet alleen de aard van het werk en de toegepaste formule, maar ook de vertalingen, die het werk al heel snel behalve in het Latijn ook in vele volkstalen beschikbaar maakten. De oudste Middelnederlandse vertaling stamt uit 1357. Ook de boekdrukkunst droeg vanaf de late vijftiende eeuw bij aan het blijvende succes van de Legenda aurea.
Het laatste werk dat Jacobus schreef, was de Chronica civitatis Ianuensis (Kroniek van de stad Genua), een stichtelijke geschiedenis van zijn stad, waaraan hij van 1293 tot kort voor zijn dood werkte (de laatste vermeldingen stammen uit 1297).

## De Legenda aurea

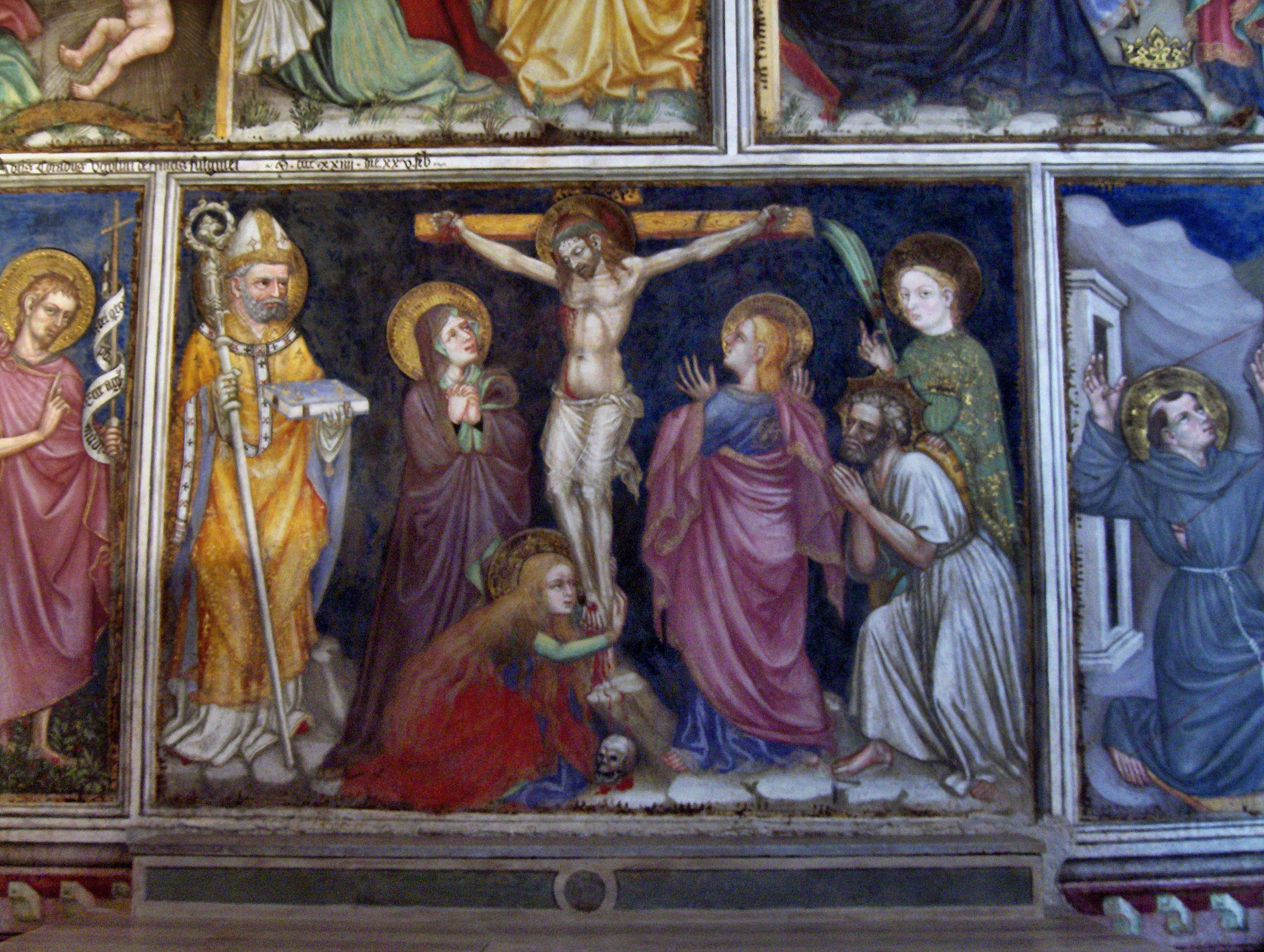
Jacobus de Voragine met zijn Legenda aurea in zijn hand
"Kruisiging", fresco door Ottaviano Nelli, Trincipaleis, Foligno, Italië

De Legenda aurea vertegenwoordigt een nieuw literair genre, dat zich in de eerste helft van de dertiende eeuw had ontwikkeld op grond van een duidelijke behoefte en daarom een hoge vlucht kon maken: de legenda nova of abbreviationes. In dit type geschriften, of exacter: compilaties, wordt de bestaande stof niet alleen ingekort, maar ook herschreven, en, voorzien van een proloog, tot een samenhangend geheel gemaakt. Met andere woorden: de inhoud wordt voor iedereen toegankelijk gemaakt. Was het lezen van heiligenlevens voorheen voorbehouden aan geestelijken, dankzij de nieuwe aanpak konden ze nu ook tot de gewone gelovigen doordringen.

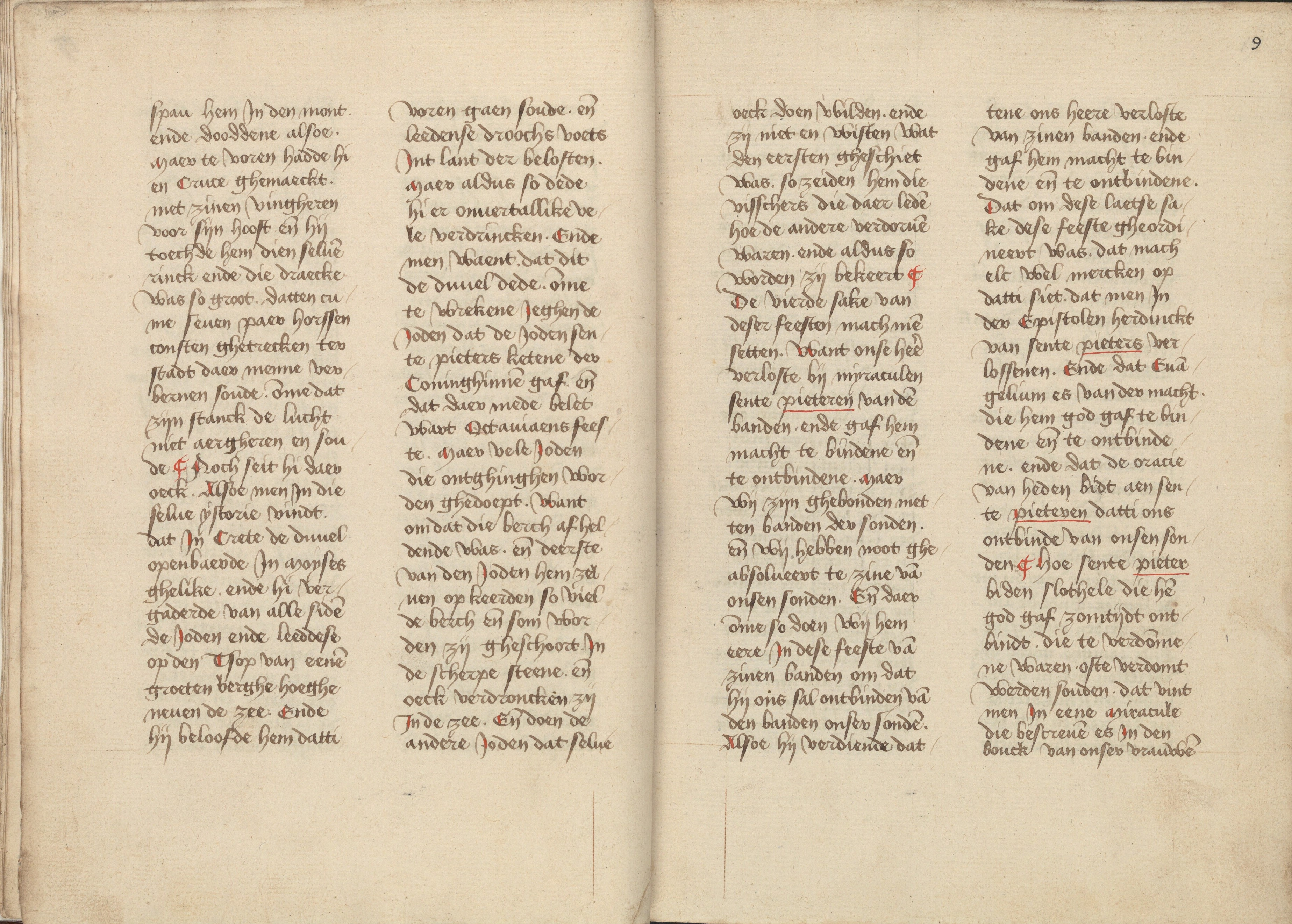
Populariteit in de 15de eeuw werd duidelijk door de enorme verspreiding via manuscripten. Fragment uit "Heiliglevens in het Middelnederlands". Vijftiende-eeuwse kopie van het zomerstuk uit de Legenda Aurea.

Zoals al werd gesuggereerd, is de Legenda aurea inhoudelijk geen origineel werk. Jacobus was een compilator die vele tientallen bronnen gebruikte voor zijn heiligenlevens. Zijn kracht ligt in de originaliteit van zijn redactie, in het creatief combineren van kortere of langere fragmenten uit al zijn bronnen. Grensverleggend was hij echter vooral in het feit dat hij heiligenlevens en beschrijvingen van kerkelijke hoogfeesten combineerde. Op dit punt liet hij zijn voorgangers Jean de Mailly en Bartholomeus Tridentinus ver achter zich. De kerkelijke kalender en de feestdagen van de heiligen bepalen de volgorde van de levensbeschrijvingen. De Gouden Legende bestaat uit twee delen: het winterstuc dat loopt van Allerheiligen (1 november) tot Pasen, waarna het somerstuc begint.
Controleren deed hij zijn bronnen zelden of nooit. Het enige waarop hij voortdurend bleef letten, was of de verhalen pakkend genoeg waren om de aandacht van de lezer op de stichtelijke context gevestigd te kunnen houden.
De populariteit van de Legenda aurea, die het werk nog vele navolgers zou geven, duurde tot in de vijftiende eeuw. In die tijd was de markt verzadigd. Daarbij kwam nog dat de Reformatie haar invloed begon te doen voelen, waardoor de heiligenverering onder druk kwam te staan, ook in katholieke kringen.

## Verschillende soorten heiligen
In de Legenda aurea behandelt Jacobus vier soorten heiligen: de heiligen uit de eerste vier eeuwen, plaatselijke heiligen, in Jacobus' tijd nog levende heiligen (charismatische figuren) en heiligen zonder historie. Het aardigste zijn de heiligen uit de eerste groep: mensen die nooit officieel heilig zijn verklaard, maar die al heel vroeg het predicaat heilig kregen toegekend, omdat ze hun bijzondere vermogens aan God zelf zouden ontlenen. Dat kwam dan doordat de heilige Geest in hen werkte. Bovendien leefden ze op een hoogstaande manier: zuiver van hart en volgens de wil van God. Ook hadden ze een bovenaardse macht. Zo beschikten ze over de macht van de profetie en konden ze wonderen verrichten.